# Rafel Soler
Rafel Soler, (Mallorca, primera meitat del segle xv), cartògraf del qual es conserven dues cartes portolanes, una signada i l'altra anònima, però feta amb la mateixa cal·ligrafia que la signada, reprodueix alguns dels elements del patró solerià desenvolupat pel seu avi Guillem Soler.
- Carta s/d, aprox. 1440, Geographisches Institut der Humboldt-Universität zu Berlin (H. 14-12), àrea mediterrània i atlàntica. Escassament decorada.
- Carta s/d, primera meitat del segle xv, Biblioteca Nacional de França (Res. Ge. B. 8268), àrea mediterrània i atlàntica. Decorada.

## Genealogia dels cartògrafs Soler-Lloret
```
──
Guillem Soler
 (doc. 1368-†<1402)
├──
Joan Soler
 (doc. 1405-1409)
│ └──
Rafel Soler
 (doc. 1420-†<1446)
│ └──
Gabriel Soler
 (doc. 1446-1475)
└──Margarita ∞(<1402) Esteve Lloret
└──
Rafel Lloret
 (doc. 1436-†<1451)
```